# 山形淳二
山形 淳二（やまがた じゅんじ）は、日本の映画プロデューサー、音響監督、映画評論家。フジテレビジョンに勤務していた。

## 経歴・人物
フジテレビで放送されていた映画番組『ゴールデン洋画劇場』にて、1980年代から2003年まで多数のプロデュースを手掛ける。
洋画放送での吹き替え製作には大きく関わっており、「ベテラン声優や固定した配役は安心して観られるが、それでは進歩がない」「新しい刺激がほしかった」との理由でタレントや経験のない役者をキャスティングすることが多かった。このことについて「失敗もあるが成功もある」と述べ、成功した例には、ブルース・ウィリスの出演作の吹き替えを担当した村野武範を挙げている。
近年は、声優養成所にて後身の育成に当たっている。

## 主なプロデュース作品

### 洋画
※全て『ゴールデン洋画劇場』での放送において担当。吹替制作も兼任。
- アルマゲドン
- エイリアン3
- 酔拳2
- ダーククリスタル
- ターミネーター2
- タイタニック 日本特別編集版
- ダイ・ハード シリーズ
  - ダイ・ハード
  - ダイ・ハード2
  - ダイ・ハード3
- プリティ・ウーマン
- ボディガード

### 邦画
- お墓がない!

## 吹替演出作品
- ニュー・シネマ・パラダイス ※フジテレビ版
- ゴーストバスターズ２ ※フジテレビ版